# Pseudocarorita thaleri
Genre
Espèce
Synonymes
- Maro thaleri Saaristo, 1971

Pseudocarorita thaleri, unique représentant du genre Pseudocarorita, est une espèce d'araignées aranéomorphes de la famille des Linyphiidae.

## Distribution
Cette espèce se rencontre en Europe ; en Allemagne, en Suisse, en Autriche, en Tchéquie et en Belgique.

## Étymologie
Cette espèce est nommée en l'honneur de Konrad Thaler.

## Publications originales
- Saaristo, 1971 : Revision of the genus Maro O. P.-Cambridge (Araneae, Linyphiidae). Annales. Zoologici Fennici, vol. 8, p. 463-482.
- Wunderlich, 1980 : Drei neue Linyphiidae-Genera aus Europa (Arachnida: Araneae). Senckenbergiana Biologica, vol. 61, p. 119-125.